# Jelena Biegłowa
Jelena Nikołajewna Biegłowa (ros. Елена Николаевна Беглова; ur. 1 września 1987 w Moskwie) – rosyjska koszykarka, występująca na pozycjach rozgrywającej lub rzucającej, od 2022 zawodniczka UMMC Jekaterynburg.

## Osiągnięcia
Stan na 16 maja 2024, na podstawie, o ile nie zaznaczono inaczej.

### Drużynowe
- Mistrzyni:
  - Euroligi (2018, 2019, 2021)
  - mistrzostw Rosji (2018–2021, 2023, 2024)[4]
- Wicemistrzyni:
  - Euroligi (2016)
  - Eurocup (2008)
  - Rosji (2015, 2016)
  - Spartakiady (2022)
- Brąz mistrzostw Rosji (2017)
- Zdobywczyni:
  - superpucharu:
    - Europy (2018,2019)
    - Rosji (2021, 2022, 2023)

  - pucharu:
    - Rosji (2018, 2022, 2024)
    - UMMC Cup (2018)
- Finalistka:
  - Pucharu Rosji (2019)
  - UMMC Cup (2017)
- Uczestnik rozgrywek:
  - Euroligi (2014–2018)
  - Eurocup (2006–2008)

### Indywidualne
(* – nagrody przyznane przez portal eurobasket.com)
- Zaliczona do składu honorable mention ligi rosyjskiej (2020)*[4]

### Reprezentacja
Seniorska
- Uczestniczka: 
  - mistrzostw Europy (2015 – 6. miejsce, 2017 – 9. miejsce, 2019 – 8. miejsce)
  - kwalifikacji do Eurobasketu (2017, 2019)

Młodzieżowe
- Uczestniczka mistrzostw:
  - świata U–21 (2007 – 4. miejsce)
  - Europy:
    - U–20 (2007 – 7. miejsce)
    - U–18 (2005 – 5. miejsce)
    - U–16 (2003 – 6. miejsce)